# Sadduzäer
Die Sadduzäer (hebr. צְדוֹקִים Ṣəḏōqīm, gr. Σαδδουκαῖοι Saddoukaîoi) waren eine Gruppe des Judentums in Israel zur Zeit des Zweiten Tempels.

## Überlieferung
Es existieren keine Texte, deren sadduzäischer Ursprung unbestritten ist. Die verfügbaren Informationen stammen aus beschreibenden Quellen. Flavius Josephus, das Neue Testament und rabbinische Texte berichten aus unterschiedlichen Gründen über die Sadduzäer. Über den „Ursprung der Sadokäer und Boëthosäer“ schrieb Eduard Baneth seine Doktorarbeit (Leipzig, 1881).
Josephus berichtet an zwei Stellen über die Sadduzäer und konzipiert sie dabei als philosophische Schule. Er kontrastiert sie mit den Pharisäern und gibt an, die Sadduzäer leugneten das Schicksal, das Eingreifen Gottes in die menschlichen Angelegenheiten und die Fortdauer der Seele. Zudem erkennen sie nur das „Gesetz“ an. Damit ist wohl gemeint, dass die (schriftliche) Tora (die fünf Bücher Mose) die einzige Grundlage religiöser Autorität sein soll, im Gegensatz zu den Propheten und Ketuvim und zur mündlichen Überlieferung. Die Sadduzäerfrage (auch: Auferstehungsfrage) bezeichnet eine Frage, die in den synoptischen Evangelien der christlichen Bibel überliefert ist (Mk 12,18–27 , Mt 22,23–33 , Lk 20,27–40 ).
Die Sadduzäer gehörten nach Josephus den höheren Gesellschaftsschichten an. Das Neue Testament zeigt sie im Umfeld der Priesteraristokratie. Es ist aber nicht klar, ob etwa die Priesteraristokratie grundsätzlich oder auch nur in der Mehrzahl der Fälle aus Sadduzäern bestanden habe.
Ursprung und Entwicklung der Sadduzäer liegen im Dunkeln. Nach einigen Forschern stehen sie in einem engeren Zusammenhang mit den Zadokiden. Nach einer in der alttestamentlichen Forschung gängigen Theorie stellte diese Gruppe, die in der Bibel nur bei Ezechiel genannt wird und dort „Söhne Zadoks“ (בני צדוק) heißt, die Hohenpriester am Jerusalemer Tempel. Die Theorie setzt voraus, dass Zadok, der Priester Davids und Stammvater der vermuteten Dynastie, dem Namen „Sadduzäer“ zugrunde liege. Andere Forscher lehnen dies ab oder halten einen Zadok, der nicht „der“ Zadok gewesen sei, für den Gründer der Sekte. Letztlich ist das Problem philologisch nicht eindeutig zu lösen. Eine andere Theorie geht davon aus, die Sadduzäer seien um 150 v. Chr. entstanden, weil Josephus sie für diese Zeit erstmals nennt; da es sich bei der Nennung (in den Antiquitates Judaicae) aber um einen Exkurs handelt, kann nicht davon ausgegangen werden, dass Josephus ihre Entstehung in diese Zeit setzt. Zudem stellt er seinen anderen Sadduzäerexkurs (im Bellum Judaicum) in den Kontext des frühen 1. Jahrhunderts n. Chr. Nach anderen entstanden die Sadduzäer erst Ende des 1. Jahrhunderts v. Chr. oder sogar erst im 1. Jahrhundert n. Chr.
Josephus berichtet allerdings, Johannes Hyrkanos I. habe sich Ende des 2. Jahrhunderts v. Chr. von den Pharisäern losgesagt und den Sadduzäern angeschlossen. Eine weiterhin von Teilen der Forschung vertretene Theorie verbindet die Sadduzäer mit den Schriften von Qumran. Die Schriften kennen eine Gruppe namens „Söhne Zadoks“ und weisen in der Gesetzesauslegung Parallelen zu dem auf, was die späteren rabbinischen Quellen als sadduzäische Auffassung bezeichnen. Was dieser Befund jedoch aussagen kann, ist umstritten.
Das Ende der Sadduzäer hat man oft mit der Zerstörung des Tempels 70 n. Chr. in Verbindung gebracht, weil man annahm, die Sadduzäer seien als Tempelaristokratie zu bezeichnen. Das ist jedoch nicht beweisbar, zudem gab es auch nach 70 noch jüdische Priester. Da zudem die rabbinischen Texte gegen die Sadduzäer polemisieren, ist es nicht unwahrscheinlich, dass es auch nach 70 noch Menschen gegeben hat, die sich Sadduzäer nannten.